# Winfried Hümpfner
Winfried Hümpfner (* 4. August 1889 in Aidhausen; † 3. November 1962) war ein deutscher Augustiner, Mediävist und Parapsychologe.

## Leben und Werk
Hümpfner trat 1909 in den Orden der Augustiner-Eremiten (OESA) ein und wurde 1914 zum Priester geweiht. Er studierte Theologie an der Universität Würzburg und wurde 1930 promoviert. Von 1931 bis 1947 war er im Dienste der Ordensleitung in Rom.
Im Prozess der Seligsprechung von Anna Katharina Emmerick leistete Hümpfner in einer wissenschaftlichen Untersuchung über die Glaubwürdigkeit der Aufzeichnungen von Clemens Brentano 1923 den Nachweis der Nicht-Übereinstimmung von Brentanos Aufzeichnungen mit Emmericks Visionen, worauf der Prozess 1928 eingestellt und erst 1973 neu eröffnet wurde. Hümpfner war anerkannter Forscher im Bereich der religiös motivierten Visionen und der Parapsychologie.
Winfried Hümpfner darf nicht verwechselt werden mit dem Zisterziensermönch Tiburtius Hümpfner.

## Werke
- Clemens Brentanos Glaubwürdigkeit in seinen Emmerick-Aufzeichnungen. Untersuchung über die Brentano-Emmerick-Frage unter erstmaliger Benutzung der Tagebücher Brentanos. St. Rita Verlag, 1923 Würzburg (Dissertation, Würzburg 1930).
- La Fede storica dei Clemente Brentano nelle Note sulla Serva di Dio Anna Caterina Emmerick. St. Rita Verlag, Würzburg 1924; Rom 1927.
- als Hrsg.: Tagebuch des Dr. med. Franz Wilhelm Wesener über die Augustinerin Anna Katharina Emmerick. St. Rita Verlag, Würzburg 1925; Pattloch, Aschaffenburg 1973.
- als Hrsg.: Akten der kirchlichen Untersuchung über die stigmatisierte Augustinerin Anna Kath. Emmerick, nebst zeitgenössischen Stimmen. St. Rita Verlag, Würzburg 1929.
- als Hrsg. mit Rudolph Arbesmann: Jordani de Saxonia, ordinis eremitarum S. Augustini Liber vitasfratrum (= Classiciacum. Band 1). Cosmopolitan science and art service, New York 1943.
- als Übersetzer und Hrsg. mit Adolar Zumkeller: Die Regeln des heiligen Augustinus. Einsiedeln 1947.
- L’Interpretazione di Fenomeni Metapsichici; ovvero, L’Anima in Metapsichica (= Piccola biblioteca di metapsichica. Band 5). ESIM, Rom 1951.